# Skye McCole Bartusiak
Skye McCole Bartusiak (Houston, 28 september 1992 – aldaar, 19 juli 2014) was een Amerikaanse actrice.

## Biografie
McCole Bartusiak heeft de high school doorlopen in Houston. Naast Engels sprak zij ook vloeiend Spaans, in haar vrije tijd was zij actief in zingen, gymnastiek en paardrijden. Haar rol als dochter van Mel Gibson in The Patriot was haar doorbraak.
Medio 2014 overleed zij op 21-jarige leeftijd tijdens haar slaap. De oorzaak van overlijden was een overdosis medicijnen.

## Filmografie

### Films
Uitgezonderd korte films.
- 2012 Sick Boy – als Lucy
- 2011 Good Day for It – als Rachel
- 2009 Wild About Harry – als Daisy Goodhart
- 2008 Pineapple – als Alex
- 2006 Kill Your Darlings – als Sunshine
- 2005 Boogeyman – als Franny
- 2004 Against the Ropes – als kleine Jackie
- 2003 Love Comes Softly – als Missie Davis
- 2002 Beyond the Prairie, Part 2: The True Story of Laura Ingalls Wilder – als Rose Wilder
- 2002 Firestarter 2: Rekindled – als jonge Charlie McGee
- 2002 Flashpoint – als Lizzie
- 2001 The Affair of the Necklace – als Dove
- 2001 Riding in Cars with Boys – als Amelia (8 jaar oud)
- 2001 Don't Say a Word – als Jessie Conrad
- 2001 Blonde – als jonge Norma Jean
- 2000 The Darkling – als Casey Obold
- 2000 The Patriot – als Susan Martin
- 2000 The Prophet's Game – als Adele Highsmith (als kind)
- 1999 Witness Protection – als Suzie Batton
- 1999 The Cider House Rules – als Hazel

### Televisieseries
Uitgezonderd eenmalige gastrollen.
- 2004 George Lopez – als L'il Bit – 2 afl.
- 2002 – 2003 24 – als Megan Matheson – 8 afl.
- 1999 Storm of the Century – als Pippa Hatcher – 3 afl.

- Biblioteca Nacional de España: XX1795583
- International Standard Name Identifier: 0000 0000 7825 9187
- Library of Congress Control Number: no2004007007
- Virtual International Authority File: 9548184
- WorldCat: E39PBJvH8wCRDhW79GWMWmBVmd